# Scopula linearis
Scopula linearia là một loài bướm đêm trong họ Geometridae.